# Уеда
Уеда (јап. 上田市) град је у Јапану у префектури Нагано. Према попису становништва из 2005. у граду је живело 163.651 становника.

## Становништво
Према подацима са пописа, у граду је 2005. године живело 163.651 становника.
| 1995.   | 2000.   | 2005.   |
| ------- | ------- | ------- |
| 164.207 | 166.568 | 163.651 |